# 존 로크 (로스트)
조너선 "존" 로크 John Locke는 미국의 방송국 ABC의 텔레비전 드라마 시리즈 로스트의 등장인물로 테리 오퀸이 연기를 맡았다. 2007년, 오퀸은 이 역할로 에미상에서 프라임타임 에미상을 받았다.

## 같이 보기
- 로스트의 등장인물 목록